# 贾森·康尼
傑森·康尼 PC （1968年5月30日—），加拿大政治人物，前任亞伯達省省長、亞省聯合保守黨黨魁和亞伯達省議會卡加利-羅歇選區省議員。他於2017年當選末任亞伯達進步保守黨黨魁，同年促成該黨與亞省另一右翼政黨野玫瑰黨合併為聯合保守黨，2019年帶領該黨贏取省選後出任省長。在此之前他曾活躍於加拿大聯邦政壇，1997年至2016年間先後以加拿大改革黨、加拿大聯盟和加拿大保守黨黨員身份出任加拿大國會下議院議員，並曾於保守黨執政期間擔任聯邦內閣成員，先後出任公民及移民部长、就业及社会发展部长和国防部长。

## 早年生活
康尼於安大略省奧克維爾出生，父親羅拔為戰機機師和教師，祖父則為爵士音樂家馬特·康尼（Mart Kenney）。康尼年幼時一家先遷至緬尼托巴省溫尼伯，後再遷居薩斯喀徹溫省小鎮威爾科克斯（Wilcox）。
康尼中學畢業後到由耶穌會營運的私立舊金山大學修讀哲學，並改信天主教。他在該校期間活躍於學生會活動，並曾嘗試阻止支持墮胎組織在該校校園活動。他其後終止大學學業並加入薩斯喀徹溫自由黨，1988年成為該黨黨魁葛代爾（Ralph Goodale）的行政助理。然而，他逐漸意識到自己的政治取態偏向保守，因此離開該黨並於1989年成為亞伯達納税人協會的首任行政總監，期間不時要求該省的執政進步保守黨政府削減開支。他其後轉任加拿大納税人聯會主席。

## 晉身國會

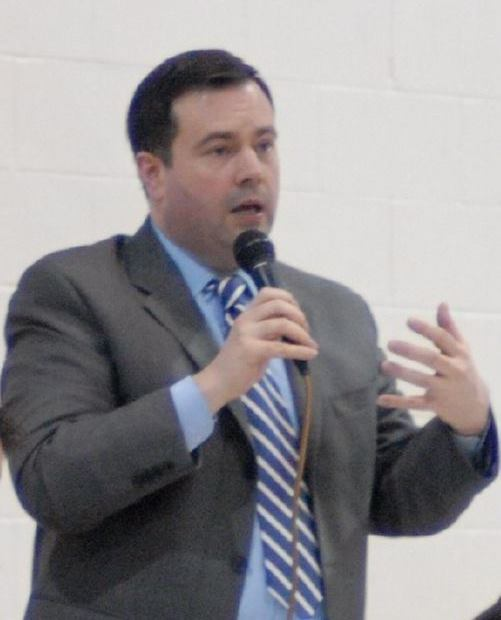
康尼於2006年聯邦大選前在卡加利出席候選人論壇

康尼任職納税人協會期間的表現獲加拿大改革黨黨魁曼寧（Preston Manning）賞識，曼寧因此羅致他於1997年聯邦大選中代表該黨出戰卡加利東南選區。康尼順利在該選區當選國會議員，首度晉身國會下議院。改革黨為該屆下議院的官方反對黨，而康尼亦獲任命為影子內閣稅務評議員。當時加拿大聯邦層面的右翼票源由改革黨和進步保守黨攤分，兩黨未能挑戰自由黨的執政地位。曼寧因此在改革黨内成立聯合替代委員會（United Alternative），以求結合該兩聯邦右翼政黨，並委任康尼為該委員會成員之一。
改革黨於2000年改組成加拿大聯盟後，康尼支持戴國衛競逐該黨黨魁；戴國衞最終壓倒曼寧當選黨魁。在同年11月舉行的聯邦大選中，康尼代表加拿大聯盟在卡加利東南選區連任國會議員。加拿大聯盟成為該屆下議院的官方反對黨，康尼則獲任為影子內閣財政評議員。他於2002年12月調任美國事務評議員，期間支持美國於2003年對伊拉克開戰，並批評時任自由黨政府反對攻打伊拉克的立場有損美加關係。
加拿大聯盟和進步保守黨於2003年末合併成新的聯邦保守黨，而康尼則於2004年聯邦大選中代表保守黨保著卡加利東南選區議席，並於同年10月獲任為下議院反對黨副領袖。
2005年1月，时任总理保罗·马丁访华，康尼陪同。期间，康尼自行前往刚逝世的赵紫阳家中吊唁，成为第一位，也是至2022年时唯一一位访问赵紫阳住所的外国政要。康尼在赵的住处外先是受中国政府当局人员的阻挠，后在一位自称赵紫阳生前助理的带领下到达赵的住处，并在翻译的帮助下留下了中文的吊言。事后接受采访时，他希望能有更多的外国人向在中国的地下民主运动表达他们象征性的支持。马丁回应康尼径自访问不尊重家属意愿，同时也说自己没能到访有“其他原因”；康尼一周后在国会质询时反呛马丁所称不符事实，在提到天安门屠杀及其中赵的作用的同时批评马丁政府访华时从未向中国方面提及人权议题。。

## 聯邦內閣

### 國會秘書及國務部長
保守黨於2006年聯邦大選壓倒自由黨贏取少數政府，連任國會議員的康尼則獲任為新任總理哈珀的多元文化事務國會秘書，再於2007年調任多元文化事務及加拿大身份國務部長，期間他負責處理哈珀政府與少數族裔國民之間的關係，並走訪國內多個少數族裔社區。他於2008年5月開展社區歷史認知計劃（Community Historical Recognition Program），五年之間向國內數個少數族裔社群的機構撥出總共1350萬元經費，以宣揚相關族裔在加國的歷史。受惠的少數族裔社群多在過去受加拿大主流社會歧視，當中包括意大利裔、華裔、印裔和猶太人。

### 公民及移民部長
康尼於2008年聯邦大選連任國會議員，後獲調任為聯邦公民、移民及多元文化部長，正式晉身內閣。他在任期間執政保守黨政府修改了《加拿大國籍法》，影響在加拿大國外誕下子女的加國公民。新例下在外國出生的兒童，必須有其中一名家長在加拿大境內誕生才可獲加拿大公民身份。此外，其他國家駐在加拿大的外交或政府人員若在加拿大誕下子女的話，其中一名家長須為加拿大公民或永久居民，那些子女才可獲加拿大公民身份。
加拿大新聞社報道指康尼阻止聯邦政府在2010年印製的新版入籍試參考指南中提及有關同性婚姻的資訊；2011年版入籍試指南則有一句提及相關資訊。
康尼於2010年3月宣布改革加拿大難民制度，當中承諾收納多2500名在聯合國難民營和都市貧民窟棲身的難民，令名額增至14500人。他亦承諾在2011-12年度收取的難民總數將較往年為多，但最終該年度所收取的難民數目卻下跌26%至30年新低，被國內難民組織批評。
保守黨於2011年聯邦大選首次贏取多數政府，評論將部分功勞歸予康尼，指他與少數族裔社群建立的基礎為保守黨開拓新票源。連任議員的康尼留任公民及移民部長，並兌現保守黨的其中一項競選承諾，成功爭取在外交部之下新設宗教自由辦公室，確保加國人民在國內免受宗教壓迫，並向別國推廣宗教自由；該辦公室於2016年被新任自由黨政府關閉。
2011年7月，康尼宣布聯邦政府有意褫奪1800名透過欺詐途徑入籍的加拿大公民資格。他於同年12月宣布即時禁止出席入籍儀式的準公民在宣誓入籍時佩戴尼卡布等覆蓋面部的服飾；加拿大聯邦法院於2015年2月裁定該項規定違法，聯邦上訴庭則於同年10月維持原判。

### 就業及社會發展部長
總理哈珀於2013年7月重組內閣，康尼調任為就業及社會發展部長。就加拿大退休金計劃（Canada Pension Plan）和老年保障金（Old Age Security）有大量申請人的殘疾狀況被拒後申訴重審程序過於緩慢，他於2014年11月承諾加快審核該些積壓個案。

### 國防部長

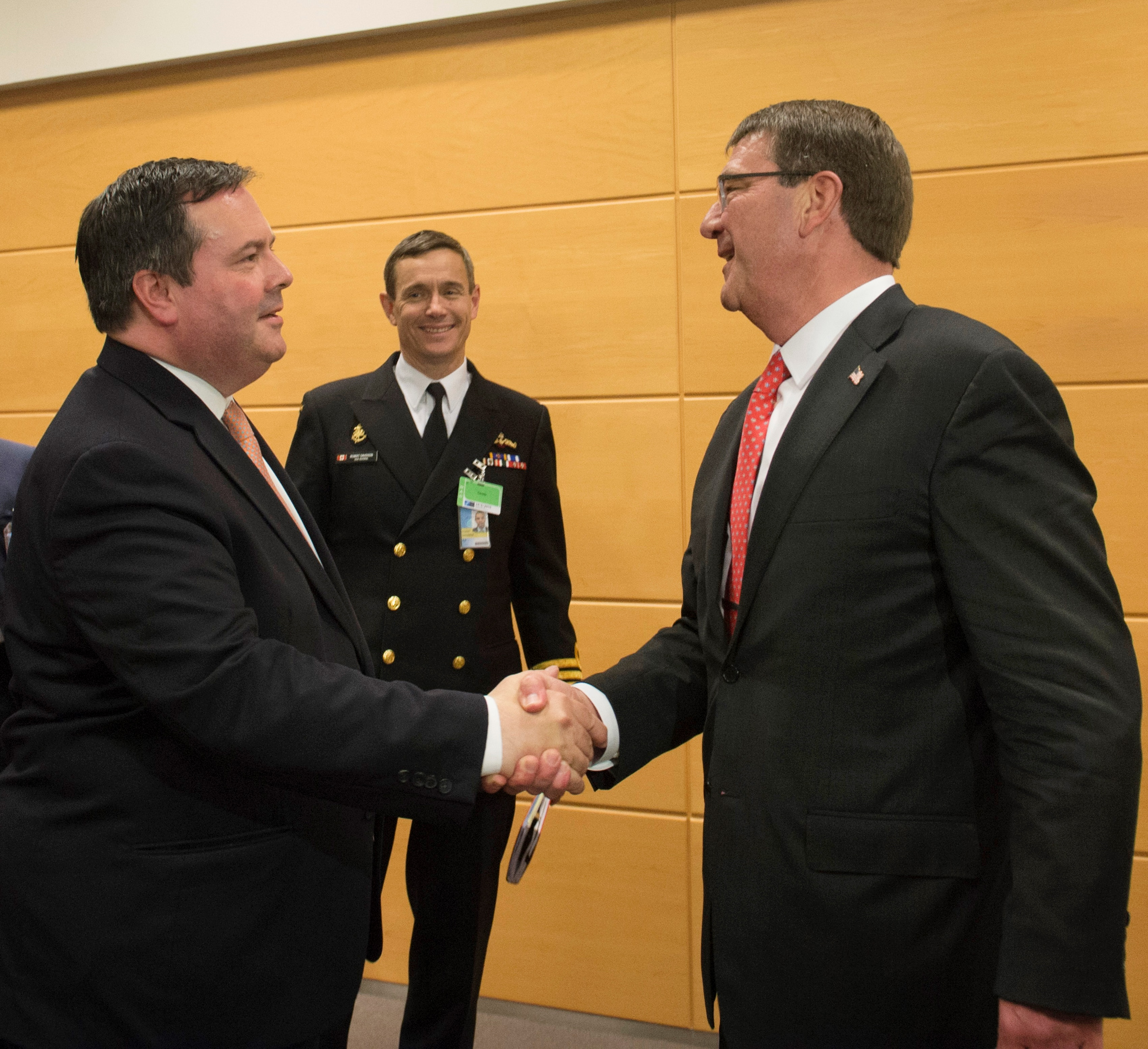
康尼於2015年6月在比利時布魯塞爾的北約總部與美國國防部長阿什頓·卡特會面

康尼於2015年2月調任為加拿大國防部部长，同時兼任多元文化部長。他任防長期間對國家安全採強硬立場，表示加國須打擊伊斯蘭國武裝分子以防他們對加國構成威脅。
2015年3月中，康尼表示皇家加拿大海軍船艦在烏克蘭對出海域參與北約任務時受到俄羅斯軍艦對抗，而俄羅斯戰機更於低空以高速掠過加軍的弗雷德里克頓號戰艦。然而，北約官員其後表示俄方軍艦從遠處可見但沒有靠近北約艦隊，而俄方戰機亦一直於高空飛行。
同年3月末，康尼表示加軍對抗伊斯蘭國的空襲有必要伸延至敘利亞境內，因為盟國空軍中只有美軍和加軍的戰機有能力使用精確導引武器。然而，實際上沙特阿拉伯和阿聯酋軍方亦曾使用那些武器，並獲美國陸軍上將登普西認可。時任加拿大國防參謀長羅森將軍（Tom Lawson）發表聲明為康尼的言論辯護，但其後卻撤回聲明並為該聲明的内容有誤致歉。國防部内消息人士指康尼的下屬曾向羅森施壓，要求他發表該份聲明。
同年4月，康尼宣布派遣加軍到烏克蘭，在當地訓練烏克蘭軍隊的軍人。加軍於同年9月抵達鄰近烏克蘭和波蘭邊境的亞沃里夫，駐在當地的烏克蘭軍隊國際安全及維和中心。

## 轉戰省政
卡加利東南選區在2015年聯邦大選舉行前解散，康尼改到新成立的卡加利密拿坡選區（Calgary Midnapore）參選並成功連任國會議員。然而，保守黨在該屆大選失利，自由黨以多數政府姿態重拾執政權，哈珀因此辭去保守黨黨魁職務。康尼被外界視為繼任黨魁的熱門人選，但他於2016年6月透露正在考慮轉戰亞省政壇，並於同年7月正式宣布參選亞伯達進步保守黨黨魁，以填補彭迪思辭職後所遺下的空缺。他的主要目標為結合亞省兩大右翼政黨進步保守黨和野玫瑰黨，以求團結右派票源在下屆省選擊敗尋求連任的左翼亞伯達新民主黨。他於同年9月辭去卡加利密拿坡選區國會議員職務。
在2017年3月舉行的亞伯達進步保守黨黨魁選舉中，康尼在首輪投票以壓倒性的75%得票率當選黨魁。進步保守黨和野玫瑰黨在往後數星期就合併事宜磋商，於同年5月中公布達成兩黨合併的臨時協議。兩黨黨員於同年7月22日投票通過合併，兩黨遂告解散並由新成立的聯合保守黨取代；康尼則於同年7月29日宣布角逐聯合保守黨黨魁職務。黨魁選舉結果於同年10月28日公布，康尼在首輪投票以61.1%得票率當選聯合保守黨首任黨魁。同年11月1日，羅德尼（Dave Rodney）辭去卡加利-羅歇選區（Calgary-Lougheed）省議員職務，讓康尼參與該選區補選從而晉身省議會。康尼於同年12月14日舉行的補選中順利當選該選區省議員，並隨之出任亞伯達官方反對黨主席。
在2019年4月舉行的省選中，聯合保守黨贏取省議會87席中的63席，以多數姿態上台執政，康尼則於同月30日宣誓就任省長。
康尼在2022年5月18日的聯合保守黨黨魁審查投票中以51.4%的微弱多數通過了審查，儘管如此，康尼還是選擇宣布辭去亞伯塔省省長和聯合保守黨黨魁職務。康尼下台觸發了新一屆聯合保守黨黨魁選舉，其中戴思敏 （Danielle Smith）和吉恩（Brian Jean）為大熱人選，但其後托斯（Travis Toews）超越吉恩成為第二名大熱。2022年10月6日戴思敏在六輪投票後擊敗托斯當選成為新任聯合保守黨黨魁和候任亞伯塔省省長。

## 个人生活
康尼精通法语和英语。他至今未婚也没有子女。

## 荣誉

### 外国勋章奖章
- 二等功绩勋章（乌克兰，2022年8月23日公布[56]）

## 外部連結
- （英文）加拿大國會網站 賈森·康尼議員簡介